# Středojižní Čína

Středojižní Čína vyznačena zeleně na mapě čínských regionů

Středojižní Čína (čínsky v českém přepisu Čung-nan, pchin-jinem Zhōngnán, znaky 中南) je jeden z regionů Čínské lidové republiky. Zahrnuje provincie Kuang-tung, Chaj-nan, Che-nan, Chu-pej, Chu-nan a autonomní oblast Kuang-si, naopak do něj nebývají počítány dvě zvláštní správní oblasti Hongkong a Macao.